# Plateau de Beaufort
Pour les articles homonymes, voir Beaufort.
Le plateau de Beaufort est une formation géologique sous-marine situé dans l'océan Arctique. Il s'agit d'un plateau continental à savoir une structure considérée comme le prolongement d'un continent sous la surface d'un océan. Il est localisé dans la mer de Beaufort bordant les côtes de l'Alaska, du Yukon et des Territoires du Nord-Ouest. Il est bordé à l'ouest par le plateau des Tchouktches (en).
Comme la mer de Beaufort, il porte le nom de l'hydrographe anglais Sir Francis Beaufort.

## Bathymétrie
La bathymétrie détaillée des plateaux centraux et extérieurs du plateau de Beaufort a été décrite en 1954. Par rapport aux autres plateaux bordant l'Alaska, le plateau de Beaufort est exceptionnellement peu profond. La profondeur moyenne du plateau est de 37 m. La largeur du plateau varie de 55 km à l'est à 110 km à l'ouest, et la largeur moyenne est de 72 km. La marge continentale du  plateau de Beaufort est caractérisée par trois caractéristiques physiographiques principales : (1) le plateau intérieur, qui s'incline doucement du rivage à l'isobathe de 30 m ; (2) le plateau extérieur, avec une pente légèrement plus forte, qui se situe entre les isobathes de 30 m et de 70 m ; et (3) le talus continental, qui s'abaisse assez fortement à partir du bord du plateau.

## Géologie
L'évolution du plateau de Beaufort est liée à celle du Nord du plateau des Tchouktches. L'arc de Barrow constitue l'une de ses caractéristiques géologiques. Cette structure longe la côte depuis les contreforts de la chaîne Brooks jusqu'à Point Barrow et se poursuit sur le plateau des Tchouktches. Elle se serait développée au cours du Jurassique supérieur ou du Crétacé inférieur.